# Melomys rubicola
Melomys rubicola  (Thomas, 1924) era un roditore della famiglia dei Muridi endemico di una piccola isola corallina nello Stretto di Torres, tra l'Australia e la Nuova Guinea.

## Descrizione

### Dimensioni
Roditore di medie dimensioni, con la lunghezza della testa e del corpo tra 140 e 160 mm, la lunghezza della coda tra 145 e 180 mm e un peso fino a 100 g.

### Aspetto
Le parti superiori sono bruno-rossicce, i fianchi sono bruno-grigiastri, mentre le parti ventrali sono bianco-giallastre. La coda è più lunga della testa e del corpo, ricoperta da 11 anelli di scaglie per centimetro, corredata ciascuna da 3 peli.

## Biologia

### Comportamento
Era una specie notturna e terricola. Si rifugiava in tane scavate nel terreno.

## Distribuzione e habitat
Questa specie era endemica di Bramble Cay, una piccola isola corallina  di circa 5 ettari, di cui solo 2,2 sono ricoperti di vegetazione, situata nello stretto di Torres, tra la penisola di Capo York e la Nuova Guinea meridionale.

## Conservazione
Limitate osservazioni indicavano un declino già a partire dal 1983. L'ultimo individuo vivente è stato osservato nel 2009. Ricerche serrate effettuate durante un periodo tra il 2009 e il 2013 non hanno ottenuto alcun risultato e nel 2016 uno studio approfondito più comprensivo ed adeguato ha dimostrato la sua estinzione.
Questo evento rappresenta la prima estinzione di un mammifero causata dal cambiamento climatico dovuto all'attività umana.